# NGC 2740
NGC 2740 is een spiraalvormig sterrenstelsel in het sterrenbeeld Grote Beer. Het hemelobject werd op 17 februari 1831 ontdekt door de Britse astronoom John Herschel.

## Synoniemen
- MCG 9-15-86
- ZWG 264.60
- KCPG 185B
- PGC 25531